# Hurvínek

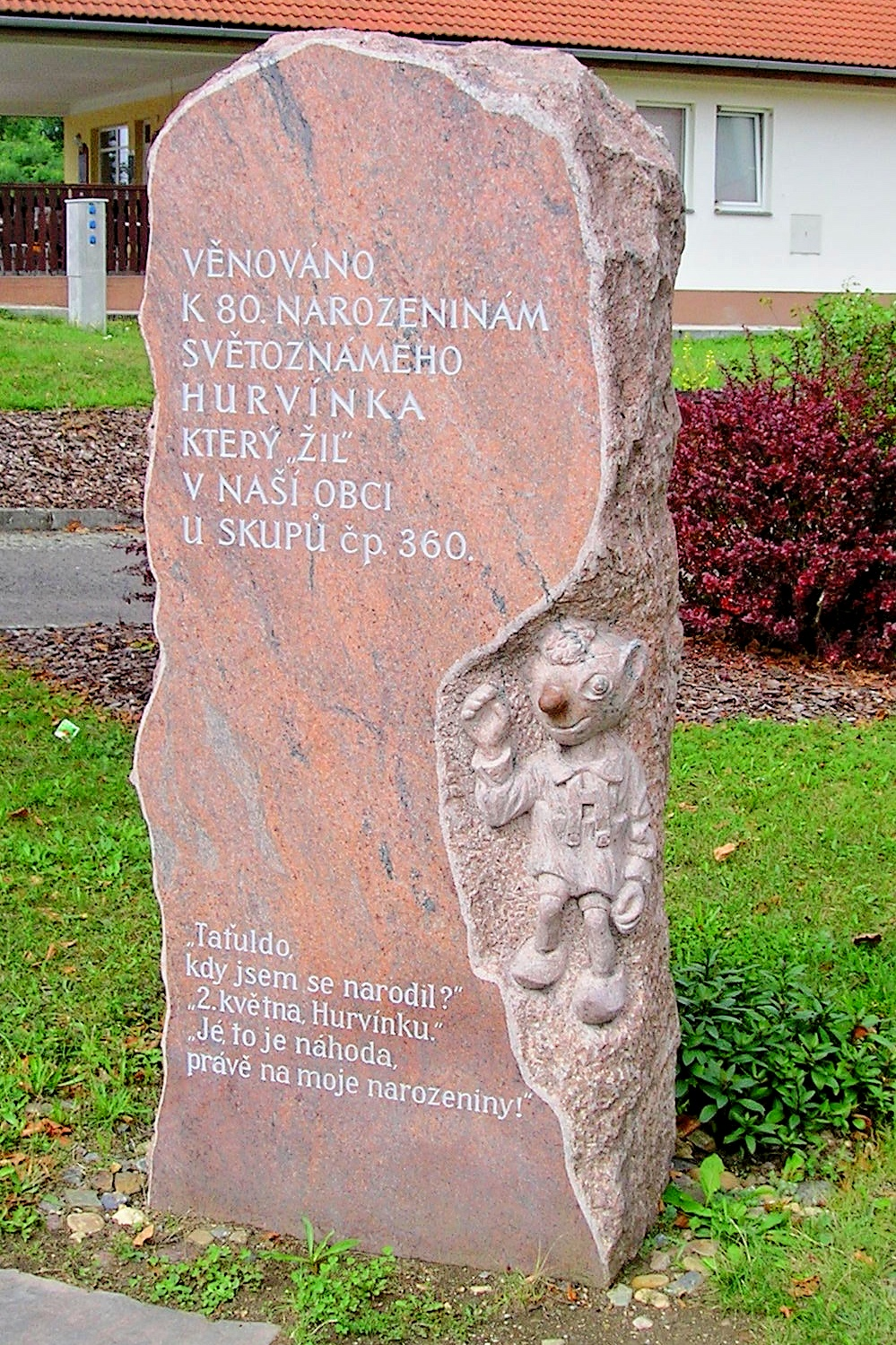
Veselý pomník v Chrástu u Plzně

Hurvínek je populární česká loutková postava kluka. Hurvínek je synem Josefa Spejbla. Loutku vytvořil řezbář Gustav Nosek a hlas jí propůjčil nejprve Josef Skupa, poté Miloš Kirschner a po jeho smrti jej mluvil Martin Klásek, po němž interpretaci převzal Ondřej Lážnovský. Ten na konci roku 2022 Divadlo Spejbla a Hurvínka opustil a namísto něj za postavičku aktuálně promlouvá Martin Trecha.

## Historie loutky
Josef Skupa vystupoval od r. 1920 v plzeňském Loutkovém divadle Feriálních osad (založeno 1913) s postavou ušatého přechytřelého panáka jménem Spejbl. Ten se objevoval v hrách ve dvojici s Kašpárkem, ale Skupa cítil, že se postavy k sobě příliš nehodí.
V r. 1926 vytvořil Gustav Nosek jako překvapení pro Skupu zmenšenou a vylepšenou kopii Spejbla. Skupa loutku s radostí přijal a začal ji obsazovat do rolí spolu se Spejblem. Poprvé se Hurvínek objevil na scéně 2. května 1926 ve hře Rudolfa Nešvery Počestný dům. Původně nebyl záměr, aby Hurvínek byl Spejblův syn, ale postupně to vyplynulo z jejich vzájemného vztahu.
Původ Hurvínkova jména je nejistý. Zpočátku byl označován jako „Spejblík“, ale už v průběhu r. 1926 dostal své jméno Hurvínek. Podle vyprávění Gustava Noska Skupův známý malíř Doležal při prvním spatření loutky nazval postavu výrazem "zkurvínek". Přezdívka se v soukromí mezi lidmi z divadelní branže ujala, ale z pochopitelných důvodů byla nepublikovatelná. Až jednou Skupova manželka navrhla úpravu jména na "Hurvínek", a postavička pod tímto jménem od té doby vystupuje. Podle Skupova vlastního prohlášení jméno vymyslel člen divadla Karel Koval, ale není jisté kdy, protože slovo se objevuje už na Skupově kresbě z r. 1923. Jméno zřejmě nic neznamená, bylo vybráno jen pro svou libozvučnost.

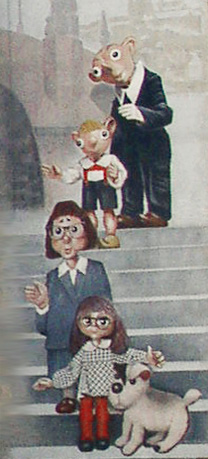
Spejbl, Hurvínek, paní Kateřina, Mánička a Žeryk na fasádě u Divadla S+H

Hry založené na dialogu Spejbla s Hurvínkem si rychle získaly značnou popularitu a Skupa s nimi začal natáčet i rozhlasové pořady, gramofonové desky a vydávat knihy. V r. 1930 se rozhodl divadlo přebudovat na první českou profesionální loutkovou scénu, Divadlo Spejbla a Hurvínka a 1936 kresleny filmu, Všudybylovo dobrodružství. Za II. světové války v r. 1944 byl Josef Skupa zatčen a divadlo uzavřeno. Obnoveno bylo na podzim r. 1945, zároveň jej Skupa z Plzně přesunul do Prahy. V současnosti divadlo sídlí v Dejvické ulici v Praze 6. Od r. 1954 začal Skupu alternovat Miloš Kirschner, který navázal na jeho tradici, že Spejbla i Hurvínka mluví vždy stejný herec. Po Skupově smrti Kirschner pokračoval v úspěšné činnosti divadla. Začal se role Spejbla a Hurvínka učit v cizích jazycích, aby s nimi mohl vystupovat i v zahraničí. Od r. 1974 se s ním v rolích hlavních protagonistů začal střídat Martin Klásek, od r. 1982 už pravidelně a od Kirschnerovy smrti je tak už třetím hercem, mluvícím Spejbla a Hurvínka.
Od roku 1964 se používá loutek v úpravě člena souboru Radko Hakena, která přinesla nenásilné zušlechtění původních groteskních typů.

## Charakter
Vzhledem je Hurvínek podobný Spejblovi – je to ušatý kluk v dřevácích. Na rozdíl od Spejbla má chomáč vlasů a loutka může pohybovat očima. Původně byl oblečen v noční košilce, později se jeho základní oděv několikrát obměnil než se ustálil na současné bílé košili a krátkých kalhotách s kšandami.
Hurvínek je rozpustilý Spejblův syn. Ve Skupově pojetí podstata většiny her spočívala v tom, že naivní a k Hurvínkovi nevšímavý Spejbl se kvůli své hlouposti dostal do potíží a Hurvínek jej svým lišáctvím z léček vysvobodil. Později, za II. světové války začal dávat Skupa svým hrám vážnější ráz a Spejbl se stal spíše starostlivým otcem, který má o Hurvínka strach. Kirschner pak začal jejich vzájemný vztah posouvat spíše do roviny, v níž Spejbl je sice poněkud zmatený, ale autoritativní otec, a Hurvínek jeho ukňouraný a darebácký syn. V interpretaci Kláska se následně stává spíše darebným prostořekým kamarádem Máničky, který si tropí žerty z přihlouplého otce.

## Interpreti
- Josef Skupa (1892–1957) interpretace 1926–1957
- Miloš Kirschner (1927–1996) interpretace 1954–1996
- Martin Klásek (* 1957) interpretace od 1974
- Ondřej Lážňovský[3] interpretace 2017-2022 (2023 už pouze jako host)
- Martin Trecha interpretace od roku 2022

## Vodiči loutky
Zpočátku vodila Hurvínka Jiřina Skupová (Skupova manželka), po ní převzal Hurvínkovo vahadlo Bohuslav Šulc. V současnosti[kdy?] vodí Hurvínka zejména Michal Barták (v alternaci s Martinem Trechou a Michaelou Jandlovou). Během svého působení v divadle Hurvínka vodil také Ondřej Lážňovský.

## Parametry loutek
velikost/váha
- Malá (klasická) 46 cm / 1,05 kg
- Střední (hrací) 49 cm / 1,20 kg
- Velká (předscénová) 56 cm / 1,95 kg

## Adaptace
Spejbl a Hurvínek se také stali hrdiny čtyř večerníčkových seriálů Československé a České televize:
- Na návštěvě u Spejbla a Hurvínka, premiéra, 5. ledna 1972, 13 epizod, režie Libuše Koutná,
- Znovu u Spejbla a Hurvínka, premiéra 23. prosince 1974, 13 epizod, režie Libuše Koutná,
- Hurvínek vzduchoplavcem, premiéra 1. prosince 1997, 7 epizod, režie Miloš Kirschner,
- Hurvínkův rok, premiéra 1. února 2004, 13 epizod, režie Tomáš Petráň.

Objevili se i na filmovém plátně:
- Hurvínek na scéně, loutkový film, 2010
- Hurvínek ve filmu 3D animovaný film, 2012
- Hurvínkův deníček a Spejblův nočníček, zfilmované divadelní představení, 2013
- Hurvínek a kouzelné muzeum, animovaný film, 2017

## Další adaptace
- S Hurvínkem za lékařem, 2005 Česká televize a Beny TV [4]
- Angličtina z Hurvínkem, 2014 Česká televize[5]

## Souvisí s Hurvínkem
- Asteroid 29472 Hurvínek objevený 27. října 1997 českou astronomkou Lenkou Kotkovou.
- Motorák Hurvínek – přezdívka pro historický železniční motorový vůz M 131.1
- Automobil Hurvínek – přezdívka pro československý automobil Z 6.
- Už dvakrát se Hurvínek dostal na poštovní známku:
  - Poprvé v emisi z 20. června 1961 v nákladu 3.030.000 kusů na známce za 60 haléřů. Autorem známky je V. Cinybulk.
  - Podruhé jako součást pravidelné emise Dětem byla známka v hodnotě 10 Kč vydána 27. května 2009. Známku navrhla Hana Čápová a vyrobil rytec Miloš Ondráček.
- Stříbrná pamětní medaile k 50. výročí úmrtí Josefa Skupy byla v nákladu 1000 kusů pořízena Českou mincovnou. Na medaili se objevuje Hurvínek se Spejblem a Josef Skupa. Medaili o hmotnosti 42 g a průměru 50 mm navrhl Jaroslav Bejvl.
- Hurvínek se stal i součástí lidové mluvy, používá se rčení představuješ si to jako Hurvínek válku ve smyslu máš o tom naivní, zkreslené představy.